# Phytomyza epistomella
Phytomyza epistomella este o specie de muște din genul Phytomyza, familia Agromyzidae, descrisă de Friedrich Georg Hendel în anul 1935.
Este endemică în Austria. Conform Catalogue of Life specia Phytomyza epistomella nu are subspecii cunoscute.